# Čarovný hlas
Čarovný hlas je čtvrtá epizoda první řady animovaného seriálu Star Trek. Premiéra epizody v USA proběhla 29. září 1973, v České republice 9. listopadu 1997.

## Příběh
Píše se hvězdné datum 5483.7. Hvězdná loď USS Enterprise NCC-1701 pod velením kapitána Jamese Kirka prozkoumává oblast vesmíru, kde se každých 27,346 let ztrácejí lodě Federace, ale i Klingonské říše a Romulanského impéria. Pan Spock odpočívá poslední sekundy do zmíněného cyklu, když Uhura zachytí signál.
Signál připomíná hudbu, která působí pouze na muže. Každý má jinou halucinaci. Záhy se na obrazovce objevuje třetí planeta Taurijského systému. Výsadek složený z kapitána Kirka, Dr. McCoye, pana Spocka a dalšího člena (redshirt) se na povrchu setkává s rasou blond žen, které je mile uvítají a pozvou do svého chrámu. Neznámým nektarem je celý výsadek omámen. Když se probouzejí, mají zvláštní čelenky a cítí se velmi oslabeně. Nikdo není schopen si čelenku sundat.
Na lodi mezitím sestra Chapelová zjišťuje, že cizí rasa používá zvláštní látky působící na muže, odčerpávající energii a způsobující ve finálním stádiu i smrt. Protože šéfinženýr Montgomery Scott není schopen velet lodi, Uhura přebírá velení nad Enterprise.
Na výsadku jsou vidět projevy velmi rychlého stárnutí. Při pokusu o útěk se všichni schovají do válcovitého objektu, aby se ukryli před pronásledováním domorodých žen. Spock dedukuje, že čelenky odčerpávají jejich životní energii vždy, když jsou ženy na blízku a při rychlosti stárnutí 10 let za den jim zbývají maximálně 4 dny života. Spock se proto vydává zpět do chrámu, aby nalezl komunikátory. Než je odhalen, stihne ještě odvysílat žádost o záchranný tým složený pouze z žen.
Výsadek svými phasery snadno přemůže domorodkyně a nachází vrásčitého Spocka. Mezitím venku začne silně pršet a úkryt ostatních mužů se začíná plnit vodou. Nikdo však není dostatečně silný pro únik. Uhura proto žádá po představitelce žen kapitána Kirka a ostatní členy výsadku. Leeta vysvětluje, že kdysi dávno jsem utekli i s muži, ale nevěděli, že planeta vysává jejich životní energii. U žen se vyvinula žláza potlačující tento efekt, ale každých 27 let potřebují získat novou energii. Nechá počítač, aby vyhledal kapitána a ostatní, které Uhura na poslední chvíli zachraňuje před utonutím.
Aby však mohli mužům vrátit jejich věk, je zapotřebí použít původního vzorce transportéru. Ženy na planetě zničí zařízení dodávající jim energii a když jim Uhura slibuje, že se pro ně zastaví jiné plavidlo Federace, jsou rády, že mohou mít budoucnost namísto nesmrtelnosti.